# Хімічний комплекс LCCC
Хімічний комплекс LCCC — підприємство нафтохімічної промисловості у штаті Луїзіана, яке станом на середину 2010-х належить південноафриканській компанії Sasol.

## Історія підприємства
З 1942 року в районі агломерації Лейк-Чарльз (на річці Калкасьє за півсотні кілометрів від Мексиканської затоки, до якої прокладено важливий Судноплавний канал Калкасьє) діє нафтопереробний завод компанії Conoco. У 1962-му його доповнили нафтохімічним виробництвом, запустивши у Вестлейк (входить до названої агломерації) виробництво синтетичних жирних спиртів за технологією ALFOL. Остання використовує як сировину триетилалюміній та етилен, а основною продукцією є високомолекулярні спирти C12 — C14. На момент запуску це виробництво жирних спиртів було найбільшим в світі.
До 1981-го на цій площадці також запустили установки:
- виробництва сполук алюмінію, продукцією якої є беміт, алюміній високої чистоти, дисперсійний алюміній, гідроталькіт та силікатний алюміній;
- нормальних парафінів;
- етоксиляції (виробництво продукції шляхом додавання оксиду етилену до субстрату);
- лінійного алкибензолу (виробництво подукції шляхом алкілювання бензолу нормальними олефінами C10 — C14).[3][4]

У 1968 році для забезпечення виробництва власною сировиною ввели в експлуатацію парову крекінг-установку, що випускає етилен. Станом на середину 2010-х років її потужність становила 472 тисячі тонн на рік. Окрім заводу спиртів, етилен також використовувався для виробництва мономеру вінілхлориду.
У 1984 хімічний комплекс був викуплений у Conoco менеджментом та став працювати як компанія Vista. За умовами продажу в покупця зберігалось право на використання трубопровідних та портових потужностей Conoco, без чого було б неможливо продовжувати нормальну роботу. А в 1991 Vista була придбана компанією Condea — спільним підприємством німецького концерну DEA та попереднього власника Conoco. В цей же період (початок 1990-х) стався пов’язаний з комплексом випадок значного забруднення довкілля, коли через поганий стан прокладеного ще у 1947-му продуктопроводу до Калкасьє потрапила велика кількість діхлориду етилену — щонайменше 725 тонн.
У 1999-му виробництво вінілхлориду продали корпорації Georgia Gulf, тоді як всі інші установки за два роки перейшли до південноафриканської Sasol (відома, зокрема, своїми вугле- та газохімічними комплексами у Сасолбурзі та Секунді) та отримали назву Lake Charles Chemical Complex (LCCC).
Можливо також відзначити, що у другій половині 2010-х внаслідок «сланцевої революції» Sasol почала спорудження в Лейк-Чарльз нової потужної крекінг-установки, що використовуватиме етан (на цьому ж газі працює й існуюча установка комплексу LCCC).